# بانسية (فطر)
البانسية (الاسم العلمي:Panaceae) هي فصيلة من فطريات تتبع رتبة متعددات الأبواغ من طائفة الغاريقونانية.

## الأجناس
- البانس